# Zlatá liga 2006
Zlatá liga 2006 – 9. edice cyklu lehkoatletických mítinku Zlatá liga se uskutečnila od 2. června do 3. září roku 2006. Pro atlety a atletky kteří zvítězili ve všech šesti závodech byla vypsána prémie 1 milionu dolarů (prémii si rozdělí). Dokázali to tři atleti: Asafa Powell, Jeremy Wariner a Sanya Richardsová-Rossová. 

## Mítink
| Datum        | Závod                | Stadion                 | Město  |
| ------------ | -------------------- | ----------------------- | ------ |
| 2. červen    | Bislett Games        | Bislett Stadion         | Oslo   |
| 8. červenec  | Meeting de Paris     | Stade de France         | Paříž  |
| 14. červenec | Golden Gala          | Stadio Olimpico         | Řím    |
| 18. srpen    | Weltklasse Zürich    | Letzigrund              | Curych |
| 25. srpen    | Memoriál Van Dammeho | Stadion krále Baudouina | Brusel |
| 3. září      | ISTAF                | Olympiastadion Berlín   | Berlín |

## Vítězové

### Muži
| Disciplína    | Oslo                 | Paříž            | Řím                      | Curych                  | Brusel              | Berlín                  |
| ------------- | -------------------- | ---------------- | ------------------------ | ----------------------- | ------------------- | ----------------------- |
| Běh na 100 m  | Asafa Powell         | Asafa Powell     | Asafa Powell             | Asafa Powell            | Asafa Powell        | Asafa Powell            |
| Běh na 400 m  | Jeremy Wariner       | Jeremy Wariner   | Jeremy Wariner           | Jeremy Wariner          | Jeremy Wariner      | Jeremy Wariner          |
| Běh na 1500 m | Alex Kipchirchir     | Ivan Heško       | Daniel Kipchirchir Komen | Augustine Kiprono Choge | Mehdi Baala         | Augustine Kiprono Choge |
| Běh na 5000 m | Isaac Kiprono Songok | Kenenisa Bekele  | Kenenisa Bekele          | Kenenisa Bekele         | Kenenisa Bekele     | Kenenisa Bekele         |
| Skok daleký   | Irving Saladino      | Ignisious Gaisah | Irving Saladino          | Irving Saladino         | Irving Saladino     | Irving Saladino         |
| Hod Oštěpem   | Andreas Thorkildsen  | Tero Pitkämäki   | Andreas Thorkildsen      | Tero Pitkämäki          | Andreas Thorkildsen | Andreas Thorkildsen     |

### Ženy
| Disciplína            | Oslo                         | Paříž               | Řím               | Curych            | Brusel            | Berlín             |
| --------------------- | ---------------------------- | ------------------- | ----------------- | ----------------- | ----------------- | ------------------ |
| Běh na 100 m          | Debbie Ferguson              | Marion Jonesová     | Sherone Simpson   | Sherone Simpson   | Sherone Simpson   | Sherone Simpson    |
| Běh na 400 m          | Sanya Richardsová            | Sanya Richardsová   | Sanya Richardsová | Sanya Richardsová | Sanya Richardsová | Sanya Richardsová  |
| Běh na 5000 m         | Tiruneš Dibabaová            | Tiruneš Dibabaová   | Tiruneš Dibabaová | Tiruneš Dibabaová | Tiruneš Dibabaová | Meseret Defarová   |
| Běh na 100 m překážek | Brigitte Fosterová-Hyltonová | Susanna Kallurová   | Susanna Kallurová | Michelle Perryová | Michelle Perryová | Virginia Powellová |
| Skok do výšky         | Blanka Vlašičová             | Jelena Slesarenková | Blanka Vlašičová  | Venelina Venevová | Tia Hellebautová  | Tia Hellebautová   |